# Episodi di You (quinta stagione)
La quinta e ultima stagione della serie televisiva You, composta da dieci episodi, è stata pubblicata interamente sulla piattaforma di streaming on demand Netflix il 24 aprile 2025.
Il cast principale di questa stagione è composto da: Penn Badgley, Charlotte Ritchie, Griffin Matthews, Anna Camp e Madeline Brewer.
| nº | Titolo originale       | Titolo italiano                  | Pubblicazione  |
| -- | ---------------------- | -------------------------------- | -------------- |
| 1  | The Luckiest Guy in NY | L'uomo più fortunato di New York | 24 aprile 2025 |
| 2  | Blood Will Have Blood  | Il sangue vuole sangue           | 24 aprile 2025 |
| 3  | Impostor Syndrome      | La sindrome dell'impostore       | 24 aprile 2025 |
| 4  | My Fair Maddie         | My Fair Maddie                   | 24 aprile 2025 |
| 5  | Last Dance             | L'ultimo ballo                   | 24 aprile 2025 |
| 6  | The Dark Face of Love  | Il lato oscuro dell'amore        | 24 aprile 2025 |
| 7  | #JoeGoldberg           | #JoeGoldberg                     | 24 aprile 2025 |
| 8  | Folie a Deux           | Folie à deux                     | 24 aprile 2025 |
| 9  | Trial of the Furies    | Il processo delle Furie          | 24 aprile 2025 |
| 10 | Finale                 | Finale                           | 24 aprile 2025 |

## L'uomo più fortunato di New York
- Titolo originale: The Luckiest Guy in NY
- Diretto da: Marcos Siega
- Scritto da: Michael Foley e Hillary Benefiel

### Trama
Tre anni dopo essere tornato a New York, Joe Goldberg è diventato famoso grazie alla sua relazione con Kate, ha inoltre riavuto suo figlio Henry e ha deciso di riapirire la biblioteca Mooney's. Joe scopre da Teddy, fratellastro di Kate, che sta per uscire un articolo diffamatorio su un vecchio affare di Kate, che potrebbe rovinarle la reputazione e la carriera. Teddy e Joe affrontano Reagan Lockwood, sorellastra di Kate, che però nega ogni coinvolgimento nell’articolo. Controllando il telefono della gemella di Reagan, Maddie, Joe scopre che Reagan, Maddie e il mentore di Kate, Bob, stanno organizzando un voto di sfiducia contro Kate. Più tardi Joe immagina di uccidere Bob, ma Kate lo sorprende mentre scrive di questa sua fantasia al Mooney’s. Mentre se ne va, incontra Bronte, che aveva preso in prestito libri dal suo negozio. Quando Kate affronta Bob, lui conferma di aver passato l’informazione alla stampa e rivela di conoscere il coinvolgimento di Kate nel coprire l'omicidio di Rhys Montrose avvenuto per mano di Joe. Joe uccide Bob e inscena il suo suicidio quella stessa notte. Tornando al Mooney’s, Joe scopre Bronte che dorme lì e le offre un lavoro. Più tardi, Joe scende nel seminterrato dove ha ricostruito la sua gabbia di vetro.

## Il sangue vuole sangue
- Titolo originale: Blood Will Have Blood
- Diretto da: Marcos Siega
- Scritto da: Justin W. Lo e Kelli Breslin

### Trama
Henry viene sospeso da scuola dopo aver aggredito Gretchen, la figlia di Reagan. Kate organizza una cena con Reagan per discutere dell'accaduto; Reagan porta Maddie per mettere Kate alle strette, mentre Kate invita Teddy che la difende. Durante la cena, Reagan pretende delle scuse da Joe e Kate. Quando Reagan accusa Kate di sospettare sia stata lei ad aver orchestrato l’omicidio di Bob, Teddy difende Kate: smentisce l'accusa affermando di aver visto i filmati di sicurezza che mostrano il suicidio di Bob. Dopo aver sentito Reagan insultare la sua famiglia, Henry le lancia contro un coltello da tavola. Reagan giura di scoprire i segreti più oscuri di Kate e di farla rimuovere dalla sua posizione di CEO. Joe propone a Kate di uccidere Reagan, ma lei si oppone con forza all’idea. A sua insaputa, Joe si intrufola una notte nell’ufficio di Reagan, la stordisce e lascia il marito di lei, Harrison, intrappolato in una stanza. Mentre porta lei nella gabbia in biblioteca. Joe si apre con Henry parlando di sua madre, Love Quinn. Kate inizia a interrogarsi sulle reali motivazioni di Joe nell’uccidere. Reagan informa Kate che denuncerà Henry, sorprendendo Joe che credeva di averla rinchiusa nella gabbia, ma poi scopre di aver rinchiuso per errore la gemella Maddie.

## La sindrome dell'impostore
- Titolo originale: Impostor Syndrome
- Diretto da: Pete Chatmon
- Scritto da: Neil Reynolds e Maren Caldwell

### Trama
Joe intende liberare Maddie dalla gabbia, ma lei non collabora e accusa l'uomo. Joe si sente sempre più distante da Kate. Riassume Bronte al negozio e le dà anche un alloggio. Insieme vanno a comprare libri e iniziano ad avvicinarsi. Bronte porta Joe in un centro letterario, dove incontra il suo ex ragazzo, Clayton, che la insulta e la umilia leggendo ad alta voce una vecchia poesia erotica scritta da lei. Bronte cerca di difendersi, ma Clayton insiste, rivela il vero nome di lei e il luogo da cui proviene. Kate si reca a casa di Reagan per dirle che sa della sua appropriazione indebita e del tradimento del marito con la gemella, lasciando sconvolta la sua sorellastra. Le due dunque decidono di mettere da parte le questioni legate al litigio dei loro figli. Joe consola una Bronte distrutta dopo l'umiliazione del suo ex e, in seguito, inizia ad essere ossessionato da lei. A casa, Kate dice a Joe che ha bisogno del suo aiuto, ma senza arrivare ad uccidere. Più tardi, Joe e Kate guardano una diretta in cui Reagan si finge Maddie, approfittando della strana assenza della sorella. Nei suoi panni, cede il proprio voto nel consiglio a Reagan per tentare di estromettere Kate dal ruolo di CEO. Joe dunque suggerisce a Maddie di liberarla dalla gabbia così che lei possa fingere di essere Reagan e distruggerla dall’interno.

## My Fair Maddie
- Titolo originale: My Fair Maddie
- Diretto da: So Yong Kim
- Scritto da: Kara Lee Corthron e Dylan Cohen

### Trama
Joe cerca di convincere Maddie a comportarsi come Reagan, ma ottiene pochi risultati. Dopo una conversazione con Bronte, però, trova l’ispirazione per motivarla. Kate incontra Reagan per intimarle di dimettersi, minacciando di rendere pubblica la sua appropriazione indebita. Reagan contrattacca, rivelando di aver scoperto che Joe ha ucciso Montrose e Bob, e le impone di dimettersi, altrimenti li denuncerà entrambi. Kate racconta tutto a Joe, e lui insiste sul fatto che Reagan debba morire. Kate confessa di volerla morta, di essere consapevole della propria oscurità, ma di non volerla accettare. E si sorprende che invece Joe non faccia nulla per provare a limitare questo suo lato oscuro. Deciso a uccidere Reagan, Joe si reca a casa sua: tra i due scoppia una colluttazione finché lui non la mette fuori combattimento. Intanto Bronte scopre gli scritti segreti di Joe sulla passione che prova per lei. Joe rinchiude Reagan nella gabbia e dice a Maddie di ucciderla, se vuole essere liberata. Durante la riapertura della libreria, Clayton infastidisce di nuovo Bronte, e Joe lo minaccia. Dopo un acceso confronto, Maddie uccide Reagan. Fingendosi la sorella, Maddie rassegna le dimissioni, permettendo a Kate di mantenere il ruolo di CEO. Joe inventa una scusa dicendo di esser stato lui a convincere Reagan a fare questo gesto. L'uomo però si sorprende del fatto che Kate non lo ringrazi per questo, dunque si convince che il loro matrimonio sia finito. Più tardi, infatti, lui e Bronte fanno sesso.

## L'ultimo ballo
- Titolo originale: Last Dance
- Diretto da: Maggie Carey
- Scritto da: Amanda Johnson-Zetterström

### Trama
Kate indaga su Joe e scopre della sua relazione con Bronte e della scomparsa di Marienne, iniziando a sospettare che abbia ucciso anche Love. Durante un rapporto con Bronte, Joe riceve una chiamata da Maddie, che fatica a continuare a fingere di essere Reagan; lui però le promette che coprirà l’omicidio di Reagan. Più tardi, Joe trova un biglietto di Bronte al Mooney’s in cui lei scrive di aver lasciato la città. Quella notte, Joe scopre che Kate nasconde un coltello da caccia nel letto e la affronta. Kate lo accusa di fare la vittima e di manipolarla, e gli annuncia di voler divorziare. Joe allora si concentra sempre di più sulla sua relazione con Bronte e il suo inaspettato addio. Si introduce nell’appartamento di Clayton, qui riceve una chiamata da Bronte e riesce a rintracciarla in una casa sulla spiaggia ad Atlantic Beach. Nel frattempo, Maddie crolla e confessa a Kate che è stato Joe a costringerla a uccidere Reagan. Dopo che Joe e Bronte fanno sesso, Joe sente Clayton litigare con lei e lo aggredisce, uccidendolo. Ma poco dopo entrano i suoi amici, Dominique e Phoenix, che rivelano di aver registrato l’omicidio in diretta streaming e che anche Bronte faceva parte del piano per incastrarlo.

## Il lato oscuro dell'amore
- Titolo originale: The Dark Face of Love
- Diretto da: Gaby Dellal
- Scritto da: Hillary Benefiel

### Trama
Joe viene arrestato per l’omicidio di Clayton, ma gli avvocati di Kate lo fanno uscire su cauzione. Bronte racconta ad un detective di essere stata studentessa e amica di Guinevere Beck. Spiega al detective tutto il suo passato e cosa l'ha portata fino a quel punto. Durante una lezione, confida a Beck di dover abbandonare gli studi per tornare a casa e prendersi cura della madre malata. Poco dopo, Bronte scopre che Beck è stata uccisa, ma non crede alla teoria secondo cui il colpevole sia il dottor Nicky, e inizia a cercare la verità. Bronte si unisce a un gruppo online che ha come obiettivo smascherare Joe. Insieme a Dominique, Phoenix e Clayton, il figlio del dottor Nicky, indaga su Joe per anni, fino alla notizia della sua presunta morte. Ma quando scoprono che Joe è ancora vivo e diventato famoso, decidono tutti di andare a New York. Bronte incontra Joe in libreria, il suo piano è di farlo innamorare di lei per poi incastrarlo, ma finisce per provare davvero dei sentimenti per lui. Bronte va ad Atlantic Beach per lasciarlo, ma Joe la segue. Clayton lo scopre e aggredisce Bronte per non aver rispettato il piano. Joe assiste alla scena e uccide Clayton. A causa dei sentimenti che prova per Joe, Bronte ritira l'accusa e dichiara che l'uomo ha agito per legittima difesa. Tornato a casa, Joe scopre che Kate l’ha ingannato facendogli firmare dei documenti per diventare l'unica ad avere l’affidamento di Henry. In questo modo si tutela, sapendo che se Joe proverà a fare qualcosa, perderà tutto. Joe però intende provare a riprendersi suo figlio. 

## #JoeGoldberg
- Titolo originale: #JoeGoldberg
- Diretto da: Erica Dunton
- Scritto da: Leo Richardson

### Trama
Dopo la diffusione sui social del video in cui Joe uccide Clayton, l’attenzione di tutta New York si concentra su di lui. Joe tenta di riottenere l’affidamento di Henry con l’aiuto di un avvocato, ma quest’ultimo gli dice che ci vorrà tempo. Kate chiede a Teddy di portare via Henry, così che Joe non possa trovarlo, ma Joe gli lascia un libro con un localizzatore nascosto. Bronte abbandona Dominique e il loro piano per fermare Joe, sostenendo che lui in realtà l’ha salvata. Joe riesce a localizzare Henry, sorvegliato da Teddy. Tra i due scoppia una colluttazione, finché Henry non entra nella stanza interrompendo il litigio. Teddy chiama il 911, e Joe viene portato via dai bodyguard di Teddy. Dominique e Phoenix avviano una diretta sui social in cui rivelano altri possibili omicidi commessi da Joe. Per questo si moltiplicano i racconti e le testimonianze di persone del suo passato. Joe ricatta Maddie affinché lo aiuti a riabilitare la sua immagine in seguito alle tante accuse pubbliche nei suoi confronti, minacciandola di diffondere il video in cui lei uccide Reagan. Maddie dunque gli organizza un’intervista con una giornalista per riscattarsi, ma Joe scoppia in lacrime parlando della sua infanzia. Dopo che Bronte gli scrive di averlo difeso dicendo di aver detto alla polizia che lui la stava proteggendo, Joe riprende l'intervista e afferma che tutto ciò che ha fatto è stato per amore. Dunque molte persone iniziano a sostenerlo, mentre Bronte diventa bersaglio di odio misogino online. Kate vola a Londra e fa visita a Nadia Farran in prigione. Quando Bronte sta per essere rapita da uno degli odiatori, Joe interviene e mette fuori gioco il rapitore.

## Folie à deux
- Titolo originale: Folie a Deux
- Diretto da: Cheryl Dunye
- Scritto da: Kelli Breslin

### Trama
Bronte e Joe si chiariscono su quanto accaduto e decidono di darsi un’altra possibilità. Più tardi, Joe porta Bronte nel seminterrato della libreria, dove ha rinchiuso il suo rapitore, Dane, e le dice che farà tutto ciò che lei vorrà. In una prigione a Londra, Nadia accusa Kate di averla incastrata per proteggere Joe, e le rivela che era lui il "killer dei ricchi", che ha ucciso alcuni amici di Kate. Maddie chiama Joe perché Harrison ha scoperto che lei non è davvero Reagan. Joe va da loro, lasciando Bronte con Dane. Lui e Maddie cercano in vari modi di convincere Harrison a non parlare, ma lui si dimostra ostinato. Quando Joe sta per ucciderlo, assiste a una riconciliazione tra Maddie e Harrison, e Harrison promette di mantenere il segreto. Bronte decide di lasciare in vita Dane e di liberarlo dalla gabbia, ma tenendo sotto controllo casa sua e il suo telefono. Nella gabbia, Joe confessa a Bronte di sentire il bisogno di uccidere, ma lei gli risponde che non è così, che è solo una cosa di cui lui si è convinto in seguito ai suoi traumi. Gli dice che lui uccide come modo per dimostrare il suo amore, ma la stabilità e la sicurezza di non esser lasciato avrebbero attenuato questo suo lato oscuro. Gli dice che lei non andrà via da lui, non lo lascerà. Nonostante ciò però, Joe finisce per trovare Dane e ucciderlo. Dopo una telefonata tesa con Joe, Kate capisce che lui deve morire.

## Il processo delle Furie
- Titolo originale: Trial of the Furies
- Diretto da: Marcos Siega
- Scritto da: Justin W. Lo e Hillary Benefiel

### Trama
Joe incastra Harrison per l’omicidio di sua moglie Reagan, accusando anche Maddie per averlo coperto e per essersi finta sua sorella gemella. Mentre è fuori con Bronte e pianifica di iniziare una nuova vita con lei, pensando anche di sposarla, Joe scopre che Kate ha svuotato il suo conto bancario e si è presa il suo appartamento e la libreria. Decide quindi che deve ucciderla. Joe segue Kate fino a un parcheggio, ma scopre che è una trappola e viene sedato. Si risveglia nella sua gabbia e scopre che Kate e Nadia stanno collaborando. Le due gli dicono che se confesserà i suoi crimini, lo lasceranno libero. Kate e Nadia portano lì Marienne, rivelando a Joe che in realtà è ancora viva. L'uomo continua a sostenere di aver sempre voluto il suo bene, e di aver agito per aiutarla. Marienne si lascia scappare che, qualunque cosa confessi, Kate e Nadia lo uccideranno comunque. Poco dopo, Marienne incontra Bronte e le parla del fatto che Joe è in realtà il vero colpevole, la invita a non fidarsi di lui e di non farsi ingannare, perché per lui Bronte è solo una delle tante. Kate decide di uccidere Joe da sola, così da nascondere legalmente il coinvolgimento di Marienne e di Nadia in caso di problemi. Lui però riesce a liberarsi usando una chiave di riserva che aveva nascosto nel suo stesso braccio e spara Kate. Giunge però Maddie, che blocca Joe nel seminterrato e dà fuoco alla libreria, per vendicarsi di tutto il male che l'uomo le ha fatto. Kate si risveglia e riesce a stordirlo. Joe, convinto che morirà bloccato lì dentro con Kate, confessa i suoi crimini. La donna riesce a registrare le sue parole con il telefono e a mandare l'audio a Nadia. Kate sviene, ma Joe viene salvato da Bronte giusto in tempo per salvare l'uomo dall'incendio. Joe chiede a Bronte di sposarlo, e lei accetta, nonostante Marienne le abbia fatto aprire gli occhi: ora è intenzionata a fermarlo.

## Finale
- Titolo originale: Finale
- Diretto da: Lee Toland Krieger
- Scritto da: Michael Foley e Neil Reynolds

### Trama
Joe e Bronte iniziano a fuggire dopo la diffusione della registrazione di Kate in cui vengono da lui confessati i crimini commessi. Bronte riflette su quando è il momento giusto per affrontarlo: potrebbe spararlo e risolvere tutto, ma vuole che tutti sappiano chi è veramente e, inoltre, vuole da lui delle risposte. Joe pianifica di attraversare il confine con il Canada con una falsa identità fornitagli da Will Bettleheim, includendo Henry nei suoi piani. Joe e Bronte si introducono in una casa vacanze per passarvi la notte, in attesa dei documenti. I due fanno un romantico giro in barca e ritornano in casa. Mentre stanno facendo l’amore, Bronte gli punta una pistola contro e gli chiede come abbia ucciso Beck, ma lui si rifiuta di dirglielo. Bronte allora lo accusa di averla svuotata, manipolandola e convincendola a stare dalla sua parte sfruttando il suo bisogno di essere amata. Lo costringe inoltre a indicare quali parti del libro postumo e best-seller di Beck sono opera sua e quali invece sono stati effettivamente scritti dalla donna. Proprio in quel momento Will lo chiama dicendogli di esser riuscito a mettersi in contatto con Henry, ma Henry lo rifiuta e lo definisce un mostro per aver ucciso la sua madre naturale. Joe continua a sostenere di aver fatto tutto per amore, ma alla fine gli va sempre tutto male. Bronte gli dice di smetterla di considerarsi una vittima. Joe allora dice di essersi solo illuso a riporre tanta fiducia nell'amore, dunque attacca Bronte. Bronte chiama il 911 durante lo scontro, ma ormai Joe sembra sia riuscita ad ucciderla, annegandola nel fiume. Poco dopo arriva la polizia. Joe uccide un agente mentre tenta di fuggire, ma viene bloccato da Bronte, che è ancora viva. L'uomo, ormai sconfitto, la implora di ucciderlo, ma Bronte rifiuta: vuole farlo soffrire mostrando a tutti chi è veramente e fargli affrontare i parenti e le persone vicine alle sue vittime. L'uomo si scaglia contro di lei, ma Bronte gli spara nei genitali, permettendo alla polizia di arrestarlo. Joe viene condannato all’ergastolo e ridicolizzato sui social media per esser stato sparato nei genitali; Nadia esce di prigione e diventa insegnante di scrittura, aiutando tutte le donne vittime di misoginia; Harrison e Maddie decidono di farsi una nuova vita insieme, entrambi vengono scagionati dalle loro accuse; Kate, miracolosamente sopravvissuta all'incendio, lascia l'azienda, che diventa interamente no-profit sotto la guida di Teddy. Aiuta inoltre Marienne con la sua arte e intanto fa da madre ad Henry; Bronte riscrive il libro di Beck eliminando le parti scritte da Joe, restituendo finalmente a tutti la verità sulla sua defunta amica. Joe, in carcere, legge lettere di alcune fan che gli confessano le loro perversioni. Per questo motivo si convince di non essere lui il problema, ma la società.